# Vamsi
Vamsi (inaczej Vamsee, Vamshi, czy Vamshee) – tollywoodzki film z 2000 roku z Maheshem Babu i Namratą Shirodkar w rolach głównych. Reżyseria - B.Gopal. Nawiązujący w niektórych scenach do Żony dla zuchwałych i Dil To Pagal Hai film przedstawia historię pełna słownych utarczek zakochanej pary, porwań, zleconych zabójstw i bójek. Początkowo tłem akcji jest Australia. 
Odgrywająca główne role para pięć lat później została małżeństwem.

## Fabuła
Obiecujący projektant mody Vamsi (Mahesh Babu) zostaje wysłany przez firmę na konkurs do Australii. Podróżując przez kontynent poznaje czarującą Shilpę Namrata Shirodkar. Para podroczywszy się trochę, postanawia spędzić ze sobą całe życie. Miłość ma okazję pogłębić się, gdy po powrocie do Indii okazuje się, że ojciec Shilpy (Nasser) szuka dla niej bogatszego kandydata na męża. Córkę chce uszczęśliwić według własnego planu choćby za cenę śmierci jej ukochanego.

## Obsada
- Mahesh Babu – Vamsi
- Brahmanandam – killer
- Namrata Shirodkar – Shilpa
- Sujata Kango – Sneha
- Krishna –  Arjun
- Tanikella Bharani
- Kota Srinivasa Rao
- Nasser – ojciec Shilpy
- Mayuri Kango

## Piosenki
- Oho Sonia
- Vecha Vechaga
- Abc Datindo
- Vienchukunte
- Koilamma
- Saregama